# Sušobreg
 Sušobreg  falu Horvátországban Krapina-Zagorje megyében. Közigazgatásilag Konjščinához tartozik.

## Fekvése
Krapinától 27 km-re délkeletre, községközpontjától 3 km-re délnyugatra a megye keleti részén, a Horvát Zagorje területén a Korpona völgyének déli peremén fekszik.

## Története
A településnek 1857-ben 299, 1910-ben 707 lakosa volt. Trianonig Zágráb vármegye Stubicai járásához tartozott. 2001-ben 256 lakosa volt.

## Külső hivatkozások
Konjščina község hivatalos oldala